# کریس انگویوس
کریس انگویوس (انگلیسی: Chris N'Goyos؛ زادهٔ ۱۸ اوت ۱۹۹۲) بازیکن فوتبال اهل جمهوری آفریقای مرکزی است.
از باشگاه‌هایی که در آن بازی کرده‌است می‌توان به باشگاه فوتبال شارتر اشاره کرد.
وی همچنین در تیم ملی فوتبال جمهوری آفریقای مرکزی بازی کرده‌است.